# René Marcelino Manceda
René Marcelino Manceda (f. 2000) fue un futbolista argentino su posición fue arquero y jugó en Gimnasia y Esgrima La Plata de la Primera División Argentina. 